# Rio Cheţ
O Rio Cheţ é um rio da Romênia, afluente do Barcău, localizado no distrito de Bihor.